# HK Spartak Subotica
Cet article concerne le club de hockey sur glace. Pour le club de football, voir FK Spartak Subotica.
Le Spartak Subotica est un club de hockey sur glace de Subotica en Serbie. Il évolue dans le Championnat de Serbie de hockey sur glace.

## Historique
Le club est créé en 1945.

## Palmarès
- Aucun titre.